# Brusnik (gmina Bitola)
Brusnik (maced. Брусник) – wieś w południowej Macedonii Północnej, w pobliżu trzeciego co do wielkości miasta tego kraju – Bitoli. Osada wchodzi w skład gminy Bitola.
Według stanu na 2002 rok wieś liczyła 241 mieszkańców.